# Paul Masson

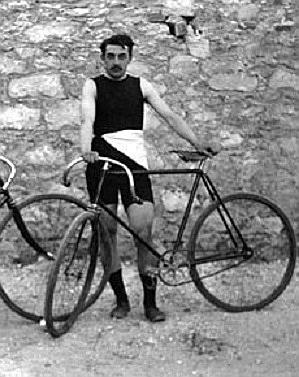
Paul Masson in Athen (1896)

Paul Masson (* 30. November 1874 in Mostaganem; † 30. November 1944) war ein französischer Radsportler.
Masson gewann bei den ersten Olympischen Sommerspielen der Neuzeit 1896 in Athen die Bahn-Wettbewerbe im Velodrom Neo Faliro über 333 ⅓, 2000 sowie 10.000 Meter.
Nach den Olympischen Spielen trat er in das Profilager über und änderte seinen Namen in Paul Nossam. Bei den Bahn-Radweltmeisterschaften 1897 wurde er Dritter im Sprint der Profis.